# Linea Ōme

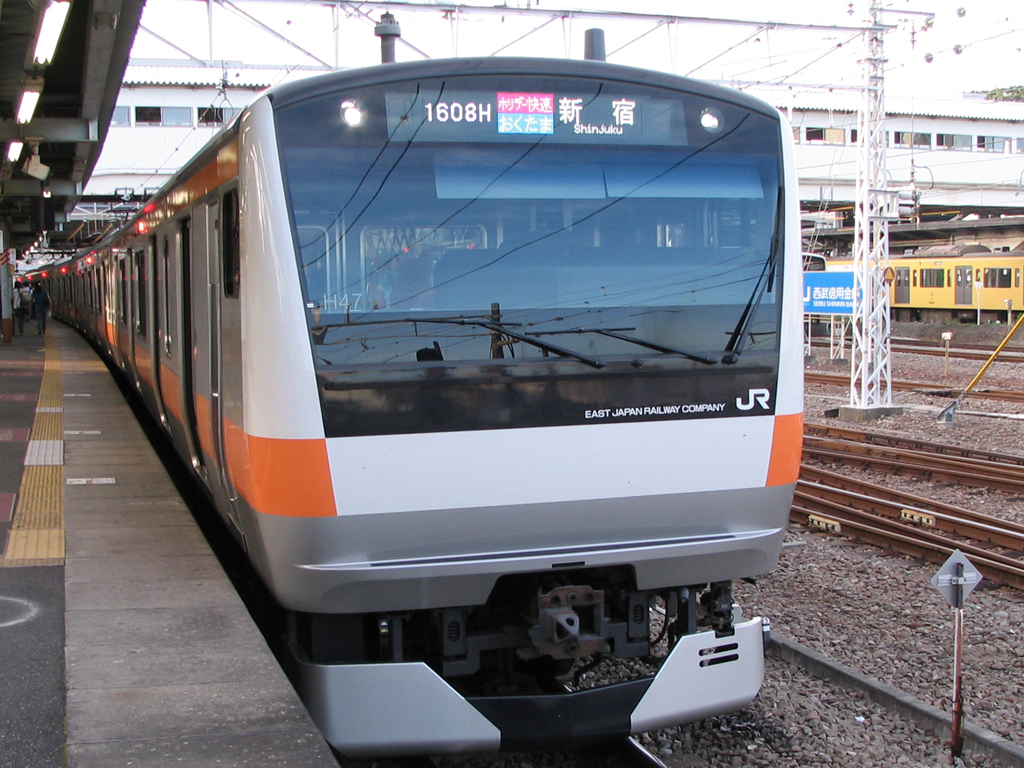
Un Holiday rapid Okutama diretto a Shinjuku

La linea Ōme (青梅線?, Ōme-sen) è una linea ferroviaria giapponese a carattere suburbano della JR East a scartamento ridotto che collega le stazioni di Tachikawa nella città omonima e di Okutama, nella cittadina di Okutama. La linea è interamente situata all'interno della città metropolitana di Tokyo.

## Storia
La società privata "Ferrovie elettriche Ōme" creò una nuova linea fra Tachikawa e Ōme nel 1894, estendendola poi a Mitake nel 1929. La nazionalizzazione avvenne il 1º aprile 1944. Nel frattempo venne acquistata la "Ferrovia Elettrica di Okutama" che all'epoca era in costruzione fra Mitake e Hikawa (l'attuale Okutama). Entrambe si unirono e crearono l'attuale linea Ōme.

## Servizi
I servizi sulla linea Ōme sono espletati da treni della serie E233. I treni da Tachikawa a Ōme vengono eseguiti con treni a 10 casse (o treni da 4 e 6 casse accoppiati). A Ōme i treni vengono separati: quelli a 4 casse proseguono per Okutama, mentre quelli a 6 casse ritornano a Tachikawa.
A volte la linea Ōme dispone anche di servizi lungo le linee Chūō Rapida, Itsukaichi, e Hachikō. Durante l'alta stagione sono disponibili anche treni che provengono dalla linea Nambu. I treni che operano sulla linea Ōme hanno sul fronte uno stemma indicante "Linea Ōme-Itsukaichi".
A oggi è presente solo un treno rapido in direzione Tachikawa attivo la mattina dei giorniferiali. I treni locali fermano in tutte le stazioni.

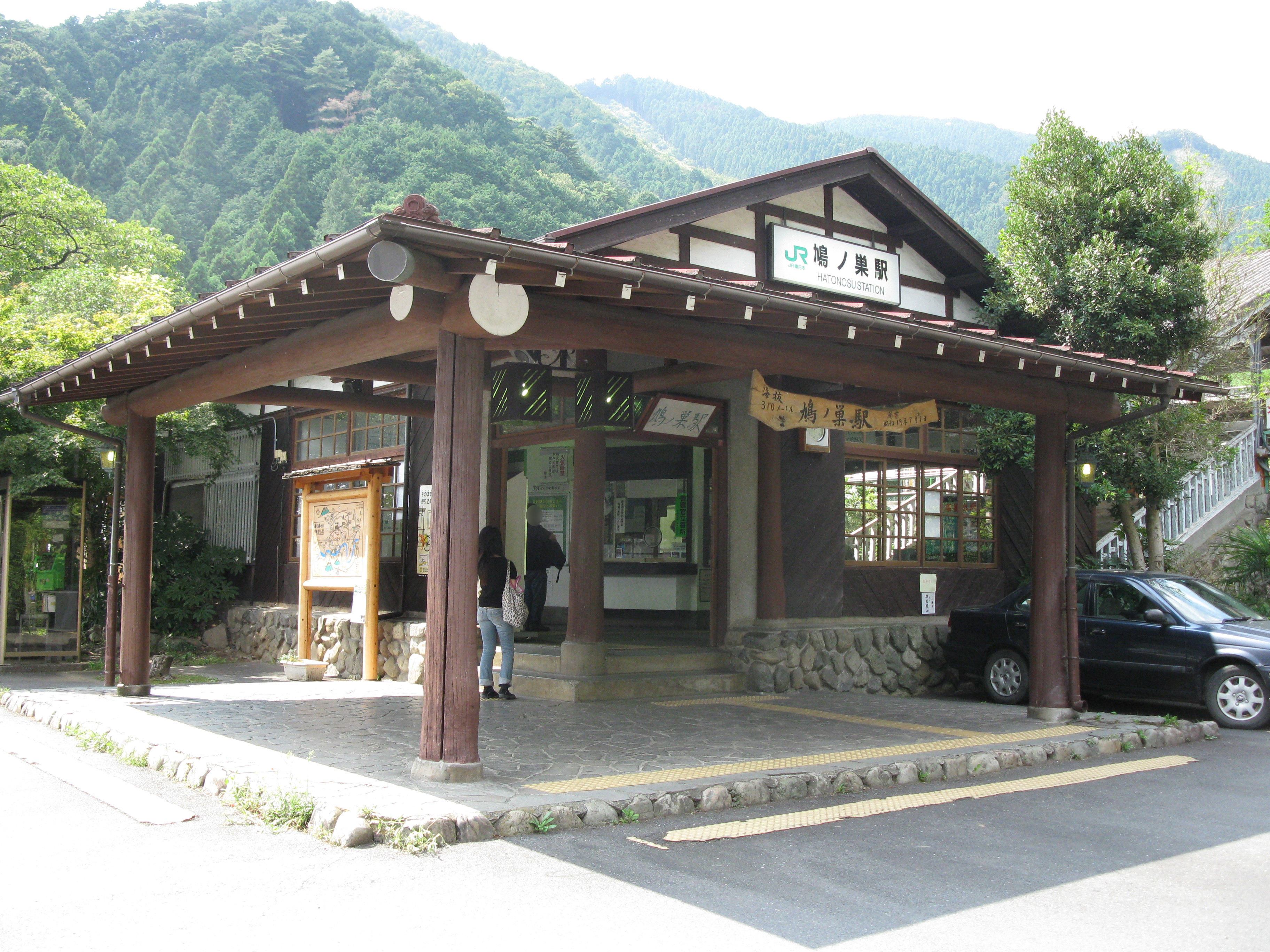
La stazione di Hatonosu

Lp Holiday Rapid Okutama e lo Holiday Rapid Akigawa sono servizi speciali disponibili nei weekend da Shinjuku (e a volte da Chiba, mentre alcuni servizi diretti a Shinjuku vengono estesi a Tokyo). Viaggiano insieme fino alla stazione di Haijima. L'Okutama ferma a Tachikawa, Nishi-Tachikawa, Haijima, Fussa, Ōme, Mitake e Okutama; l'Akigawa si separa dalla linea Ōme a Haijima e continua sulla linea Itsukaichi fino alla stazione di Musashi-Itsukaichi fermando in tutte le stazioni.

## Stazioni
- Tutte le stazioni si trovano a Tokyo.
- I treni locali, rapidi, e rapidi speciali fermano in tutte le stazioni.
- I treni possono incrociarsi alle stazioni marcate con "∥", "◇", "∨" e "∧". Non possono farlo dove presente il simbolo "｜".

| Stazione         | Giapponese | Distanza | Distanza | Ōme Liner | Collegamenti                                                                                    |    | Posizione         |
| Stazione         | Giapponese | Inters.  | Totale   | Ōme Liner | Collegamenti                                                                                    |    | Posizione         |
| ---------------- | ---------- | -------- | -------- | --------- | ----------------------------------------------------------------------------------------------- | -- | ----------------- |
| Tachikawa        | 立川       | -        | 0.0      | ●         | ■ Linea principale Chūō ■ Linea Nambu Monorotaia Tama Toshi (Tachikawa-Kita e Tachikawa-Minami) | ∥  | Tachikawa         |
| Nishi-Tachikawa  | 西立川     | 1.9      | 1.9      | ｜        |                                                                                                 | ∥  | Tachikawa         |
| Higashi-Nakagami | 東中神     | 0.8      | 2.7      | ｜        |                                                                                                 | ∥  | Akishima          |
| Nakagami         | 中神       | 0.9      | 3.6      | ｜        |                                                                                                 | ∥  | Akishima          |
| Akishima         | 昭島       | 1.4      | 5.0      | ｜        |                                                                                                 | ∥  | Akishima          |
| Haijima          | 拝島       | 1.9      | 6.9      | ●         | Linea Itsukaichi Linea Hachikō Linea Seibu Haijima                                              | ∥  | Akishima          |
| Ushihama         | 牛浜       | 1.7      | 8.6      | ｜        |                                                                                                 | ∥  | Fussa             |
| Fussa            | 福生       | 1.0      | 9.6      | ｜        |                                                                                                 | ∥  | Fussa             |
| Hamura           | 羽村       | 2.1      | 11.7     | ｜        |                                                                                                 | ∥  | Hamura            |
| Ozaku            | 小作       | 2.4      | 14.1     | ｜        |                                                                                                 | ∥  | Hamura            |
| Kabe             | 河辺       | 1.8      | 15.9     | ●         |                                                                                                 | ∥  | Ōme               |
| Higashi-Ōme      | 東青梅     | 1.3      | 17.2     | ｜        |                                                                                                 | ∨  | Ōme               |
| Ōme              | 青梅       | 1.3      | 18.5     | ●         |                                                                                                 | ◇  | Ōme               |
| Miyanohira       | 宮ノ平     | 2.1      | 20.6     |           |                                                                                                 | ◇  | Ōme               |
| Hinatawada       | 日向和田   | 0.8      | 21.4     |           |                                                                                                 | ｜ | Ōme               |
| Ishigamimae      | 石神前     | 1.0      | 22.4     |           |                                                                                                 | ｜ | Ōme               |
| Futamatao        | 二俣尾     | 1.2      | 23.6     |           |                                                                                                 | ◇  | Ōme               |
| Ikusabata        | 軍畑       | 0.9      | 24.5     |           |                                                                                                 | ｜ | Ōme               |
| Sawai            | 沢井       | 1.4      | 25.9     |           |                                                                                                 | ◇  | Ōme               |
| Mitake           | 御嶽       | 1.3      | 27.2     |           | Funicolare Mitake ( Takimoto via bus)                                                           | ◇  | Ōme               |
| Kawai            | 川井       | 2.8      | 30.0     |           |                                                                                                 | ｜ | Okutama Nishitama |
| Kori             | 古里       | 1.6      | 31.6     |           |                                                                                                 | ◇  | Okutama Nishitama |
| Hatonosu         | 鳩ノ巣     | 2.2      | 33.8     |           |                                                                                                 | ◇  | Okutama Nishitama |
| Shiromaru        | 白丸       | 1.4      | 35.2     |           |                                                                                                 | ｜ | Okutama Nishitama |
| Okutama          | 奥多摩     | 2.0      | 37.2     |           |                                                                                                 | ∧  | Okutama Nishitama |

## Materiale rotabile
- Serie E233, elettrotreno a 4+6 casse